# Hoss József
Hoss József (Újnéppuszta, Zala vármegye, 1881. szeptember 22. – Somogyszentpál, 1969. január 18.) magyar katolikus pap, pápai prelátus, címzetes apát, székesegyházi főesperes, országgyűlési képviselő.

## Élete
1881-ben született a Zala vármegyei Újnéppusztán római katolikus vallásban. Középiskolai tanulmányait a nagykanizsai kegyesrendi főgimnáziumban végezte, később Veszprémben, majd a budapesti tudományegyetemen hittudományi tanulmányokat is folytatott. 1906. június 30-án szentelték pappá, ezt követően Zalaszántóra kapott kápláni kinevezést. A következő időszakban Bécsben is tanult, 1908-ban pedig megszerezte a teológia doktora címet.
1909 és 1915 között a veszprémi papnevelő intézetben volt lelki igazgató, illetve a dogmatika tanára, 1915 és 1922 között pedig tanár a város teológiai főiskoláján, hittanár az Angolkisasszonyok Intézeténél és a Tanítóképzőben. Már ebben az időben is bekapcsolódott a helyi és vármegyei közéletbe, egy időben a Veszprémi Hírlap felelős szerkesztője is volt.
1922-ben plébánosnak nevezték ki Kaposvárra, ott teljesített szolgálatot egészen 1936-ig; közben elnyerte a jásdi címzetes apát címet is. Mind Kaposvárott, mind vármegyeszerte ugyancsak aktívan részt vett a helyi társadalmi életben, elsősorban szociális és karitatív tevékenységével vívott ki magának köztiszteletet és általános megbecsülést. Nevéhez fűződik Kaposvárott az akkor modernnek számító szegénygondozási rendszer meghonosítása.
1935-től veszprémi egyházmegyei kanonok, a következő esztendőben az Egyházmegyei Hivatal igazgatója lett. Az 1939-es magyarországi országgyűlési választáson mint Veszprém vármegyei lajstromos képviselő szerzett parlamenti mandátumot. 1942-től őrkanonok, 1943-tól nagyprépost, püspöki helynök, 1948-tól káptalani helynök, 1949-től pedig ismét püspöki helynök lett. 1951-ben Somogyszentpálra költözött és ott élt élete végéig. A kaposvári keleti temetőben nyugszik.

## Művei
- A kaposvári Nagyboldogasszony-plébánia gazdasági helyzetének jogi kialakulása. Kézirat. Veszprém, 1936.
- A kaposvári plébánia története. Veszprém, 1948.
- Somogyszentpál néprajza 1700-as évek elejétől 1950-es évekig. Kézirat. Káptalani Levéltár.